# James Donaldson
James Lee Donaldson III (Heacham, 16 agosto 1957) è un ex cestista statunitense con cittadinanza britannica, professionista nella NBA, in Grecia, Spagna e Italia.

## Carriera
Venne selezionato dai Seattle SuperSonics al quarto giro del Draft NBA 1979 (73ª scelta assoluta).

## Statistiche

### NBA

#### Regular Season
| Anno      | Squadra            | PG  | PT  | MP   | TC%  | 3P% | TL%  | RP   | AP  | PRP | SP  | PP   |
| --------- | ------------------ | --- | --- | ---- | ---- | --- | ---- | ---- | --- | --- | --- | ---- |
| 1980-1981 | Seattle S.Sonics   | 68  | -   | 14,4 | 54,2 | -   | 59,4 | 4,5  | 0,6 | 0,1 | 1,1 | 5,3  |
| 1981-1982 | Seattle S.Sonics   | 82  | 1   | 20,9 | 60,9 | -   | 62,9 | 6,0  | 0,6 | 0,3 | 1,7 | 8,1  |
| 1982-1983 | Seattle S.Sonics   | 82  | 11  | 21,8 | 58,3 | -   | 68,8 | 6,1  | 1,2 | 0,2 | 1,2 | 8,9  |
| 1983-1984 | San Diego Clippers | 82  | 67  | 30,8 | 59,6 | -   | 76,1 | 7,9  | 1,1 | 0,5 | 1,7 | 11,8 |
| 1984-1985 | L.A. Clippers      | 82  | 58  | 29,2 | 63,7 | -   | 74,9 | 8,1  | 0,6 | 0,3 | 1,6 | 11,3 |
| 1985-1986 | L.A. Clippers      | 14  | 14  | 31,5 | 51,2 | -   | 81,4 | 9,4  | 0,9 | 0,4 | 2,1 | 10,2 |
| 1985-1986 | Dallas Mavericks   | 69  | 64  | 32,5 | 56,8 | -   | 79,9 | 9,6  | 1,2 | 0,3 | 1,6 | 8,3  |
| 1986-1987 | Dallas Mavericks   | 82  | 82  | 36,9 | 58,6 | -   | 81,2 | 11,9 | 0,8 | 0,6 | 1,7 | 10,8 |
| 1987-1988 | Dallas Mavericks   | 81  | 81  | 31,1 | 55,8 | -   | 77,8 | 9,3  | 0,8 | 0,5 | 1,3 | 7,0  |
| 1988-1989 | Dallas Mavericks   | 53  | 53  | 32,9 | 57,3 | -   | 76,6 | 10,8 | 0,7 | 0,5 | 1,5 | 9,1  |
| 1989-1990 | Dallas Mavericks   | 73  | 73  | 31,0 | 53,9 | -   | 70,0 | 8,6  | 0,8 | 0,3 | 0,6 | 9,1  |
| 1990-1991 | Dallas Mavericks   | 82  | 82  | 34,1 | 53,2 | -   | 72,1 | 8,9  | 0,8 | 0,4 | 1,1 | 10,0 |
| 1991-1992 | Dallas Mavericks   | 44  | 32  | 22,6 | 47,1 | -   | 70,2 | 6,1  | 0,7 | 0,2 | 1,0 | 6,2  |
| 1991-1992 | N.Y. Knicks        | 14  | 0   | 5,8  | 27,8 | -   | 100  | 1,4  | 0,1 | 0,0 | 0,4 | 0,9  |
| 1992-1993 | Utah Jazz          | 6   | 1   | 15,7 | 57,1 | -   | 55,6 | 4,8  | 0,2 | 0,2 | 1,2 | 3,5  |
| 1994-1995 | Utah Jazz          | 43  | 40  | 14,3 | 59,5 | -   | 71,0 | 2,5  | 0,3 | 0,1 | 0,7 | 2,6  |
| Carriera  | Carriera           | 957 | 659 | 27,4 | 57,1 | -   | 73,2 | 7,8  | 0,8 | 0,4 | 1,3 | 8,6  |

#### Playoffs
| Anno     | Squadra          | PG | PT | MP   | TC%  | 3P% | TL%  | RP   | AP  | PRP | SP  | PP   |
| -------- | ---------------- | -- | -- | ---- | ---- | --- | ---- | ---- | --- | --- | --- | ---- |
| 1982     | Seattle S.Sonics | 8  | -  | 23,6 | 41,9 | -   | 75,0 | 9,3  | 0,9 | 0,3 | 0,6 | 6,8  |
| 1983     | Seattle S.Sonics | 2  | -  | 23,5 | 50,0 | -   | 66,7 | 8,5  | 1,0 | 0,0 | 1,5 | 12,0 |
| 1986     | Dallas Mavericks | 10 | 10 | 41,0 | 75,0 | -   | 92,5 | 11,7 | 1,0 | 0,6 | 1,2 | 10,9 |
| 1987     | Dallas Mavericks | 3  | 3  | 22,7 | 80,0 | -   | 88,9 | 5,7  | 0,7 | 0,3 | 1,0 | 5,3  |
| 1988     | Dallas Mavericks | 17 | 17 | 29,4 | 65,4 | -   | 59,5 | 8,6  | 0,7 | 0,4 | 0,9 | 9,3  |
| 1990     | Dallas Mavericks | 3  | 3  | 24,7 | 69,2 | -   | 80,0 | 5,3  | 0,7 | 0,7 | 0,0 | 7,3  |
| 1992     | N.Y. Knicks      | 2  | 0  | 5,5  | 100  | -   | -    | 2,0  | 0,0 | 0,0 | 0,5 | 2,0  |
| 1993     | Utah Jazz        | 1  | 0  | 5,0  | 0,0  | -   | -    | 0,0  | 0,0 | 0,0 | 0,0 | 0,0  |
| 1995     | Utah Jazz        | 5  | 5  | 15,2 | 83,3 | -   | 100  | 1,8  | 0,0 | 0,0 | 0,6 | 2,8  |
| Carriera | Carriera         | 51 | 38 | 27,0 | 62,7 | -   | 77,9 | 7,8  | 0,7 | 0,4 | 0,8 | 7,9  |

## Palmarès
- NBA All-Star (1988)
- Migliore nella percentuale di tiro NBA (1985)